# 平面の敵
「平面の敵」（へいめんのてき、原題: "Flatline"）は、イギリスのSFドラマ『ドクター・フー』の第8シリーズ第9話。2014年10月18日に BBC One で初放送された。脚本はジェイミー・マシソン、監督はダグラス・マッキノンが担当した。
本作ではタイムマシンターディスが未知の力で縮小を始め、異星人のタイムトラベラー12代目ドクター（演:ピーター・カパルディ）が内部に閉じ込められる。現代のブリストルで立ち往生したドクターはクララ・オズワルド（演:ジェナ・ルイーズ・コールマン）に原因の解明を求め、彼女は現地の落書きアーティストのリグシー（ジョヴィアン・ウェイド）と共に調査を開始する。やがて黒幕はボーンレスと呼ばれる2次元空間の種族であることが明らかになり、クララはドクターの役目を引き継いで侵略から人類を守ろうとする。
本作は批評家から肯定的にレビューされ、特にコールマンの演技が称賛を受けた。

## 製作
台本の読み合わせは2014年5月19日に行われ、撮影は5月28日から6月18日にかけて行われた。ターディスの外側がドールハウスの大きさまで縮小するという展開は、4代目ドクターが内部に囚われた Logopolis（1981年）でも見られた。

## 放送と反応
放送当夜の視聴者数は460万人で、タイムシフト視聴者を合算すると671万人に上った。Appreciation Index は85を記録した。
アメリカ合衆国では75万人が視聴した。

### 批評家の反応
| 専門評論家によるレビュー | 専門評論家によるレビュー |
| レビュー・スコア         | レビュー・スコア         |
| 出典                     | 評価                     |
| ------------------------ | ------------------------ |
| The A.V. Club            | B+                       |
| ペースト                 | 9.4                      |
| SFX                      | [ 8 ]                    |
| TV Fanatic               | [ 9 ]                    |
| CultBox                  | [ 10 ]                   |
| IndieWire                | B+                       |
| IGN                      | 8.3                      |
| ニューヨーク・マガジン   | [ 13 ]                   |
| ラジオ・タイムズ         | [ 14 ]                   |
| デジタル・スパイ         | [ 15 ]                   |
| デイリー・テレグラフ     | [ 16 ]                   |

本作は肯定的にレビューされ、特にジェイミー・マシソンの脚本とジェナ・ルイーズ・コールマンの演技および怪物のユニークなデザインが称賛された。インデペンデント紙のニーラ・デブナスはコールマンとピーター・カパルディの演技を称賛し、本作が前話「オリエント急行のミイラ」よりも強力なエピソードであると確信した。「オリエント急行のミイラ」は同じくマシソンが執筆したエピソードであったが、デブナスはCGIに批判的であった。IGNのマット・リズレイは本作を10点満点で8.3点と評価し、エピソードのコンセプトとコールマンの演技を称賛したが、ゲスト出演者を批判した。デジタル・スパイのモーガン・ジェフェリーは本作に賛否両論のレビューをしており、「でこぼこ道だ」と形容した。彼もゲスト出演者に批判的であり、キャラクターの性格に深みがないと述べた。しかし彼はCGIに肯定的であり、「最近の記憶の中で番組に登場した中では最も印象的で目立つものだ」と評価した。全体として彼は本作に星5つ中3つを与えた。
デイリー・テレグラフのマイケル・ホーガンはゲスト出演者のクリストファー・フェアバンクを同じくゲスト出演者のジョヴィアン・ウェイドが凌駕していたと指摘した。彼はエピソードについて「突飛なほど独創的なアイデアがあり、スマートに実行された。スリリングで不穏な雰囲気を醸し出し、最終的には満足のいくものだった」と述べた。ガーディアン誌のダン・マーティンはジェイミー・マシソンの脚本について「チープなエピソードをどうするかのより効果的なデモンストレーションである」と評価し、クララが「ますますドクターに似てきている」とも主張した。The A.V. Clubのアラスデア・ウィルキンスは本作をB+と評価し、「長い長い間に見たことのない熱い調子だ」と主張した。ウィルキンスは「『平面の敵』は完璧ではないが、彼らの複雑な関係性が久しぶりの方法で思慮深い劇を余儀なくされたこと以外の理由はないとしても、12代目ドクターとクララが互いにどれだけ偉大な存在であったか、また彼らのペアが番組にとってどれだけ偉大であったかを強調している」と述べてレビューを締め括った。

## 書籍版
Pearson Education は2018年6月15日にナンシー・テイラーによる英語学習者向けの本作の小説版を出版した。